# إدارة فاوبيس
إدارة فاوبيس واحدة من 32 إدارة في كولومبيا، في الغابة المغطاة من منطقة أمازوناس. تقع في الجزء الجنوبي الشرقي من البلاد و تتشارك الحدود مع البرازيل ، وتبلغ مساحتها 54,135 كم² ويبلغ عدد سكانها 44,079 نسمة وفق تعداد عام 2016، ومعظمهم من السكان الأصليين.